# A háború művészete
A háború művészete (más lehetséges fordításban: A hadviselés törvényei, A hadviselés szabályai, A hadviselés művészete, A hadviselés tudománya) nemcsak a kínai, hanem az egész világ hadtudományos irodalmának egyik legrégebbi és legnagyobb hatású alkotása. A mű logikusan szerkesztett fejezeteiben a szerző a hadviselés olyan alapvető kérdésköreit tárgyalja, mint a diplomácia a különböző államok között, a hadviselés gazdasági feltételei, konkrét taktikai és hadműveleti problémák, terepviszonyok és a hírszerzés. Noha a hagyomány a mű szerzőjének a legendás hadvezért, Szun-cé (Sunzi)t, vagyis Szun (Sun) mestert (teljes nevén: Szun Vu (Sun Wu) (孫武); kb. i. e. 544 – i. e. 496) tartja, akinek a neve a mű eredeti címében is szerepel, a modern filológiai kutatások szerint aligha keletkezhetett a Hadakozó fejedelemségek koránál (i. e. 4–3. század) régebben.

## Szerzősége, keletkezése
A hadművészeti, katonai irodalom Kínában a Csou (Zhou)-kor utolsó szakaszában, a Hadakozó fejedelemségek idején (i. e. 403-221) született meg. Az ekkor megjelenő hadtudománynak elsődleges célja, hogy az elavult és nem hatékony patriarchális szervezésű hadsereg helyett, egy új ütőképes, és a hegemóniát megszerezni képes hadsereg felállításának, megszervezésének, irányításának feltételeit felvázolja, egy új típusú háború, a hegemón-háború elméletét kidolgozza. Ahhoz hasonlóan, ahogy ekkoriban a politikai filozófiai gondolkozásban is jelentős fordulópontot hozott az, hogy az állami érdekeknek alárendelik-e a patriarchális érdekeket, a hadtudományi művek is akkor bizonyultak sikeresnek, előremutatónak, ha a hadsereg, a hadviselés érdekei alá tudták rendelni a patriarchális arisztokrácia érdekeit.
A hagyomány a Szun-ce ping-fa (Sunzi bingfa) szerzőjének Szun Vu (Sun Wu)t (孫武) (tiszteleti nevén: Szun-ce (Sunzi) (孫子); kb. i. e. 544 – i. e. 496) tartja, akinek életével kapcsolatban meglehetősen kevés adat maradt fenn. Feltehetően Vu (Wu) (吳) állam szülötte volt. A háború művészete című munkája hívta fel rá Ho-lü (Helü)nek (闔閭; i. e. 514–496), Vu (Wu) állam királyának figyelmét. Ho-lü (Helü) felismerte, hogy Szun-ce (Sunzi) olyan ember, aki tudja hogyan kell a hadsereget irányítani és kinevezte őt tábornokának. Több államot meghódított. Feltételezhető, hogy Szun-ce (Sunzi) sem élte túl uralkodóját, aki egy, a Jüe (Yue) (越) állam elleni vesztes csatában szerzett sérüléseibe halt bele. Anekdotikus életrajza A történetíró feljegyzéseiben olvasható.
Szun Vu (Sun Wu) szerzőségével kapcsolatban azonban már a 13. században kétségek merültek fel. A Szung (Song)-kori neokonfuciánus tudós, Je Si (Ye Shi) (葉適; 1150–1223) még Szun Vu (Sun Wu) történetiségét is megkérdőjelezte azon az alapon, hogy neve, személye egyszer sem fordul elő a Co csuan (Zuo zhuan)ban. Ő volt az is, aki elsőként vetette fel, hogy a mű sokkal valószínűbb, hogy valamikor a Hadakozó fejedelemségek korában íródott, mintsem a Tavasz és ősz korszakban. Az ő véleményét azután a Szung (Song)- és Csing (Qing)-kori tudósok, valamint a modern kori kínai, japán és nyugati szakemberek is egyöntetűen elfogadták.
Liang Csi-csao (Liang Qichao) (梁啟超; 1873–1929) úgy vélte, hogy Szun Vu (Sun Wu) egyik kései leszármazottja, a szintén hadvezér Szun Pin (Sun Bin) (孫臏; (kb. i. e. 380 – kb. i. e. 316) írhatta a művet. Szakmai berkekben ez a vélekedés is igen elterjedt volt, egészen 1972-ig, amikor is egy régészeti feltárás során, egy Han-kori sírból elő nem került Szun Pin (Sun Bin) saját hadtudományos írása, a Szun Pin ping-fa (Sun Bin bingfa)
A hagyomány továbbá a Szun-ce ping-fa (Sunzi bingfa)t tartja az első kínai hadtudományos műnek is. A modern filológia vizsgálatok azonban arra is fényt derítettek, hogy egyes, hasonló témájú szövegek a Szun-ce ping-fa (Sunzi bingfa) nyelvezeténél korábbi részleteket tartalmaznak. Így nem csak, hogy nem Szun Vu (Sun Wu) a szerzője, de még csak nem is a legkorábbi kínai hadtudományos mű.

## Címe és változatai
Ma már szinte lehetetlen kideríteni, hogy eredeti formájában milyen és mekkora terjedelmű lehetett a Szun-ce ping-fa (Sunzi bingfa). A történelem során ugyan gyakorta hivatkoztak rá, és számos „könyvészeti” leírás is fennmaradt a művel kapcsolatban, de ezek gyakran egymásnak is ellentmondó adatokkal szolgálnak. Az alábbi táblázat a legfontosabb hivatkozásokat tartalmazza, amelyekben a mű terjedelmét is megjelölték. A pien (pian) (篇) a bambuszcsíkokra írt szöveg tekercsformájára vonatkozik, míg a csüan (juan) (卷) általában selyemre írt, felcsavart és a tekercsformában tárolt könyvek egységeire utal. Később, a könyvnyomtatás megjelenését követően mindkét szó 'kötet' vagy 'fejezet' értelemben volt használatos.
| Forrás                                                         | Terjedelem |
| -------------------------------------------------------------- | --- |
| Si csi (Shi ji) 65.                                            | 13 pien (pian) |
| Han su (Han shu) 30.                                           | 82 pien (pian) és 9 csüan (juan) illusztráció |
| Csi lu (Qi lu) 《七錄》                                        | 3 csüan (juan) Cao Cao megjegyzéseivel |
| Csi lu (Qi lu) 《七錄》                                        | 2 csüan (juan) Meng Si (Meng Shi) (孟氏) megjegyzéseivel |
| Csi lu (Qi lu) 《七錄》                                        | 2 csüan (juan) Sen Ju (Shen You) (176–204; 沈友) szerkesztésében |
| Csi lu (Qi lu) 《七錄》                                        | 1 csüan (juan) illusztráció: „Szun-ce (Sunzi) nyolc hadrendjének ábrája” (Szun-ce pa csen tu (Sunzi ba zhen tu) 《孫子八陣圖》)                                            |
| Szuj su (Sui shu) (《隋書》) 34.                               | 2 csüan (juan) Cao Cao megjegyzéseivel |
| Szuj su (Sui shu) (《隋書》) 34.                               | 1 csüan (juan) Cao Cao és Vang Ling (Wang Ling) (?–251; 王凌) megjegyzéseivel                                                                                              |
| Szuj su (Sui shu) (《隋書》) 34.                               | 2 csüan (juan) „Szun Vu (Sun Wu) hadászati klasszikusa” (Szun Vu ping csing (Sun Wu bing jing) 《孫武兵經》) címen, Csang Ce-sang (Zhang Zishang) (張子尚) megjegyzéseivel |
| Csang Sou-csie (Zhang Shoujie) (Tang-korban; 張守節)           | 3 csüan (juan) |
| Fudzsivara Szukeio listája                                     | 2 csüan (juan) |
| Csiu Tang su (Jiu Tang shu) (《舊唐書》) 47.                   | 13 csüan (juan) Cao Cao megjegyzéseivel |
| Hszin Tang su (Xin Tang shu) (《新唐書》) 47.                  | 3 csüan (juan) Cao Cao megjegyzéseivel |
| Csung ven cung mu (Chong wen zong mu) (《崇文總目》)           | 1 csüan (juan) Cao Cao, Hsziao Csi (Xiao Ji) (6. sz.; 蕭吉), Csen Hao (Chen Hao) (陳皞) és Csin Lin (Jia Lin) (賈林) megjegyzéseivel                                       |
| Csung ven cung mu (Chong wen zong mu) (《崇文總目》)           | 2 csüan (juan) Ho Jen-hszi (He Yanxi) (何延錫) megjegyzéseivel |
| Csün csaj tu su cse (Jun zhai du shu zhi) (《郡齋讀書志》) 14. | 1 csüan (juan) Cao Cao megjegyzéseivel |
| Ven hszien tung kao (Wen xian tong kao) (《文献通考》) 221.    | 1 csüan (juan) Cao Cao megjegyzéseivel |

A Szun-ce ping-fa (Sunzi bingfa) első, név szerint ismert kommentátora Cao Cao (155–220) volt, aki a műhöz írt előszavában egyértelművé teszi, hogy bizonyos részeket kihagyva átszerkesztette a szöveget. Ma azonban már nem lehet tudni, hogy a szerkesztési munkálatainak eredményeképpen milyen mértékben, mely részleteiben változhatott meg az eredeti mű.
A Han su (Han shu) 30. fejezetében két, nehezen azonosítható mű szerepel. Az egyik címe: „A Vu (Wu)-béli Szun-ce (Sunzi) háború művészete” (Vu Szun-ce ping-fa (Wu Sunzi bingfa) 《吳孫子兵法》); a másiknak pedig: „A Csi (Qi)-béli Szun-ce (Sunzi)” (Csi Szun-ce (Qi Sunzi) 《齊孫子》). Au utóbbiról az olvasható, hogy 89 pien (pian) terjedelmű, amelyhez 4 csüan (juan) illusztráció tartozik. Ez alapján felmerül a kérdés, hogy vajon két különböző műről van szó, vagy netán ugyannak a műnek két változatáról, s vajon ezek közül melyik maradt fenn?
A kétségeket némiképp eloszlatta az 1972-es régészeti feltárás, melynek során a Jincsüesan (Yinyueshan)ban (銀雀山) (Linji (Linyi) 臨沂, Santung (Shandong)) egy, i. e. 138 és i. e. 114 között lezárt sírból számos, bambuszcsíkokra írt szöveg között nem csupán a Szun-ce ping-fa (Sunzi bingfa) 13 fejezete került elő, hanem az addig ismeretlen Szun Ping ping-fa (Sun Bin bingfa) 16 fejezete is. Vagyis ezeknek a szövegeknek a lejegyzésére Cao Cao működésének idejénél korábban került sor. A 13 fejezetes, töredékesen előkerült mű szövege nem mutat jelentős eltéréseket a későbbi, ma ismert szövegváltozattal, így megállapítható, hogy Cao Cao szerkesztési munkálatai korántsem voltak annyira drasztikusak, mint ahogy azt korábban feltételezni lehetett volna.
A lelet tartalmaz továbbá 5 további, erősen rongálódott fejezetet is, melyeket stílusuk és tartalmuk alapján a Szun Ping ping-fa (Sun Bin bingfa) eladdig ismeretlen részeként azonosítottak.

## Kiadásai, kommentárjai
A Szung (Song)-dinasztia hatodik császára, Sen-cung (Shenzong) (宋神宗) (1048–1085) uralkodásának a „Ragyogó nyugalom” (Hszi-ning (Xining) 熙寧) elnevezésű korszakának ötödik esztendejében, vagyis 1073-ban elrendelte egy átfogó gyűjtemény összeállítását. Ebbe a hadtudományos kánonba – melyet végül 1080-ban hoztak nyilvánosságra – hét mű kapott helyet, melyek közül hat, részben vagy egészben még az ókorban (i. e. 5–i. sz. 1. sz.) íródott. A gyűjtemény A hadművészeti kánon hét könyve (Vu csing csi su (Wu qing qi shu) 《武經七書》) címet kapta, s a következő műveket foglalja magába:
1. A háború művészete (Szun-ce ping-fa (Sunzi bingfa))
2. Vu-ce (Wuzi)
3. A tábornagy metódusai
4. Tang Taj-cung és Li Vej-kung (Tang Taizong és Li Weigong) diskurzusa
5. Vej Liao-ce (Wei Liaozi)
6. Huang Si-kung (Huang Shigong) három stratégiája
7. Taj Kung (Tai Gong) hat titkos tanítása

- A Vu csing csi su (Wu qing qi shu) 1080-as, Szung (Song)-kori kiadása a Szung-ce ping-fa (Songzi bingfa) 13 fejezetes (pien (pian)) 3 szakaszba (csüan (juan)) rendezett, kommentár nélküli változatát tartalmazza. Ez a szöveg található a Ho Csü-fej (He Qufei) (何去非; kb. 1023 után – 1095) által összeállított Hszü ku ji cung su (Xu gu yi cong shu) (《續古逸叢書》) című gyűjteményben (38.), melynek egy másolatát a Szeikadó (静嘉堂) könyvtár őrzi Tokióban. A 3 csüan (juan)os Szun-ce ping-fa (Sunzi bingfa) Liu Jin (Liu Yin) (劉寅) 1398-as megjegyzéseivel megtalálható a Vu csing csi su cse csie (Wu jing qi shu zhi jie) (《武經七書直解》) című gyűjteményben. Ehhez a kiadáshoz Li Min (李敏) írt előszót 1486-ban, és egy 1864-es, japán fakszimie kiadás alapján 1933-ban jelentették meg újra.[8]
- A Vej Vu-ti csu Szun-ce szan csüan (Wei Wudi zhu Sunzi san juan) (《魏武帝註孫子三卷》) című változat a Cao Cao kommentárjaival ellátott, Sung (Song)-kori kiadás másolata, amely megtalálható a Ping csing kuan cung su (Ping jing guan cong shu)ban (《平津館叢書》; 1800).[9]
- A Szun-ce ping-fa (Sunzi bingfa)hoz az első kommentárt Cao Cao készítette, de a Szung (Song)-korra már összesen 10 szerző látta el magyarázatokkal, értelmezésekkel. Ezeket gyűjtötte össze és szerkesztette kötetbe Csi Tien-pao (Ji Tianbao) (吉天保; 11–12. század), és adta közre Szun-ce si csia csu si szan csüan (Sunzi shi jia zhu shi san juan) (《孫子十家註十三卷》) címen. A fentebb már hivatkozott Cao Cao, Meng Si (Meng Shi), Csen Hao (Chen Hao), Csia Lin (Jia Lin) és Ho Jen-hszi (He Yanxi) mellett a tíz kommentárszerző közé tartozik még Li Csüan (Li Quan) (李筌; 8–9. század), Tu Mu (Du Mu) (杜牧; 803–52), Mej Jao-csen (Mei Yaochen) (梅堯臣; 1002–60), Van Csö (Wang Zhe) (王哲/皙) és Csang Jü (Zhang Yu) (張預). A tíz kommentárral ellátott szöveget 1555-ben Szun-ce csi csu (Szunzi ji zhu) (《孫子集註》) címen adták ki. Egy, az 1195 és 1224 között megjelent, ma a sanghaji (shanghai) könyvtárban őrzött példány címében tizenegy kommentárszerző van jelölve: Si-ji csia csu Szun-ce (Shiyi jia zhu Sunzi) (《十 一家註孫子》). Ebben Tu Ju (Du You) (杜佑; 735–812) kommentárja is szerepel.[10]
- A Csao Pen-hszüe (Zhao Benxue) (趙本學; A Ming-dinasztia idején) által összeállított Szun-ce su csiao csie jin lej (Sunzi shu jiao jie yin lei) 《孫子書校解引類》 változatot Liang Csien-meng (Liang Jianmeng) (梁見孟) jelentette meg a Vanli (Wanli)- (萬曆) korszakban (1573–1619). Ehhez Kuo Li-hua (Guo Lihua) (郭理化) írta az előszót 1615-ben. A mű jellegzetessége, hogy konkrét történelmi példákkal igyekszik érthetőbbé tenni az eredeti szöveget.[11]

## Tartalma, szerkezet
| Fejezet | Eredeti                        | Tőkei (1995)                 | Tokaji (1997)           | Tokaji (2006)          | Édes (1996)                   |
| ------- | ------------------------------ | ---------------------------- | ----------------------- | ---------------------- | ----------------------------- |
| I.      | Si csi (Shi ji) (始計)         | Alapvető elvek               | A' præceptumok          | A mérlegelés           | A tervezés                    |
| II.     | Co csan (Zuo zhan) (作戰)      | A hadvezetés                 | A' hadviselés           | A hadviselés           | A hadviselés                  |
| III.    | Mou kung (Mou gong) (謀攻)     | A támadás kitervelése        | A' stratagema           | A támadás megtervezése | Támadás stratégiával          |
| IV.     | Csün hszing (Jun xing) (軍形)  | A forma                      | A' figura               | Katonai elhelyezkedés  | Taktikai felállás             |
| V.      | Ping si (Bing shi) (兵勢)      | Az erő                       | Az erő                  | Hadászati erő          | Az erők és alkalmazásuk       |
| VI.     | Hszü si (Xu shi) (虛實)        | Az üresség és a teltség elve | A' gyönge és az erős    | Erős és gyenge pontok  | Erős és gyenge pontok         |
| VII.    | Csün cseng (Jun zheng) (軍爭)  | A hadsereg harca             | A' sereg viadala        | Manőverek              | Manőverezés                   |
| VIII.   | Csiu pien (Jiu bian) (九變)    | A kilenc változás            | A' kilenc változás      | Kilenc változás        | A taktika variációi           |
| IX.     | Hszing csün (Xing jun) (行軍)  | A menetelő hadsereg          | A' vonuló hadak         | A vonuló hadsereg      | A felvonuló hadsereg          |
| X.      | Ti hszing (Di xing) (地形)     | A terep-formák               | Natura loci             | A terep                | A terep                       |
| XI.     | Csiu ti (Jiu di) (九地)        | A kilenc terület             | A' kilenc föld          | A kilenc terep         | A kilenc szituáció            |
| XII.    | Huo kung (Huo gong) (火攻)     | Tűzzel való támadás          | Tűz által való támadás  | Fölégetéses támadás    | A tűz felhasználása támadásra |
| XIII.   | Jung hszien (Yong xian) (用間) | Kémek alkalmazása            | A' kémeknek alkalmazása | Kémek alkalmazása      | A kémek alkalmazása           |

## Hatása, fordításai

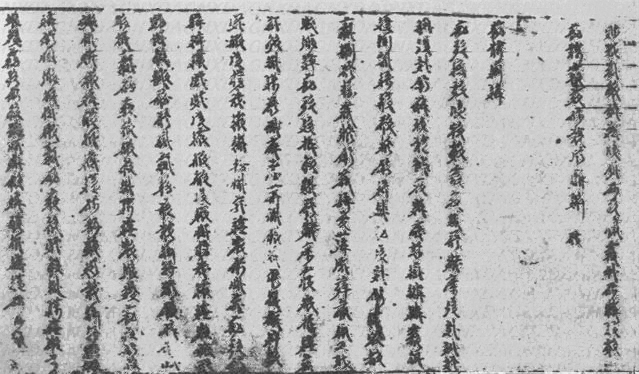

Kínán kívül elsőként talán a japán stratégák figyeltek fel rá, akik a források tanúsága szerint már a 8. században tanulmányozták a Szun-ce ping-fa (Sunzi bingfa)t. Igen nagy hatása volt a később kialakult szamuráj kultúrára, melyben ismerete kötelező jellegű volt. A feljegyzésekből tudható, hogy olyan jelentős daimjók és sógunok forgatták haszonnal, mint Oda Nobunaga (1534 -1582), Tojotomi Hidejosi (1537-1598) vagy Tokugava Iejaszu (1543-1616).
Néhány évszázaddal később már a koreai katonai vezetők is kötelező jelleggel tanulmányozták és alkalmazták a Szun-ce ping-fa (Sunzi bingfa)ban leírtakat. Mivel mindkét nemzet műveltsége korai korszakában erősen a kínai írásbeliségen alapult, nem volt szükség arra, hogy akár japán, akár koreai fordítás készüljön. A mű egyik legrégebbi ismert és fennmaradt fordítása a 12. században készült tangut nyelven, amely Szun-ce (Sunzi) életrajza mellett a 7-11. és a 13. fejezetet tartalmazza.
A Szun-ce ping-fa (Sunzi bingfa) első nyugati nyelvű fordítása a francia jezsuita misszionárius, Jean Joseph Marie Amiot (1718-1793) (kínai nevén: Csien Tö-ming (Qian Deming) 錢德明) nevéhez fűződik, aki szemelvényes formában, más kínai hadtudományos művekkel együtt 1772-ben fordította franciára. A hagyomány szerint ezt a fordítást ismerte és tanulmányozta Bonaparte Napóleon (1769-1821) is.
Az első angol nyelvű fordítást Everard Ferguson Calthrop, brit katonatiszt készítette el 1905-ben a japán változat alapján, majd öt évre rá 1910-ben megjelent az első filológiailag pontos, szöveghű angol fordítás Lionel Giles (1875-1958) sinológusnak köszönhetően. Ugyanebben az esztendőben, 1910-ben készült el és jelent meg Bruno Navarra német nyelvű fordítása is. A történelmi dokumentumok tanúsága szerint a Szun-ce ping-fa (Sunzi bingfa) első német fordítása nem hiányzott a náci vezérkar prominenseinek, így Adolf Hitlernek a könyvtárából sem.
A Szun-ce ping-fa (Sunzi bingfa) mindezek mellett fontos szerepet játszott Csang Kaj-sek (1887-1975) és Mao Ce-tung (Mao Zedong) (1893-1976) hadműveleteinek kidolgozásában is. Võ Nguyên Giáp (1911-2013) vietnámi tábornok saját bevallása szerint sokat köszönhetett a Szun-ce ping-fa (Sunzi bingfa)nak abban, hogy győzelmet arattak a francia és amerikai csapatok felett. Tény, hogy Ho Si Minh (1890-1969) maga fordította vietnámi nyelvre a művet tisztjei számára.
A Szun-ce ping-fa (Sunzi bingfa) máig ható jelentőségét jól példázza, hogy az 1990-es években, az Öböl-háborúban Norman Schwarzkopf és Colin Powell tábornok is több ízben emlegette az ókori kínai hadvezér egyik-másik alaptézisét.

## Fordításai

### Magyar kiadásai
- Szun-ce: A hadviselés törvényei, ford: Tőkei Ferenc. Zrínyi Kiadó, Budapest, 1963
- Szun-ce: A hadviselés törvényei, ford: Tőkei Ferenc. Balassi Kiadó, Budapest, 1995
- Szun mester: A' hadakozás regulái, ford: Tokaji Zsolt. Terebess Kiadó, Budapest, 1997; Fapadoskonyv.hu, Budapest, 2010 ISBN 978-963-329-085-9
- Szun Ce: A hadviselés tudománya, ford: Édes Bálint. Göncöl Kiadó, Budapest, 1996, 1998, 2002, 2004, 2006, 2012 ISBN 963-9183-39-3
- Szun-ce: A háború művészete, ford: Szántai Zsolt – Tokaji Zsolt. Cartaphilus Könyvkiadó, Budapest, 2006 ISBN 978-963-7448-54-6
- Szun-ce: A háború művészete, ford: Tokaji Zsolt. Helikon Könyvkiadó, Budapest, 2015 ISBN 9789632273907

## Külső hivatkozás
- A Szun-ce ping-fa (Sunzi bingfa) teljes szövege kínaiul, Lionel Giles angol fordításával – Chinese Text Project